# William P. Hobby

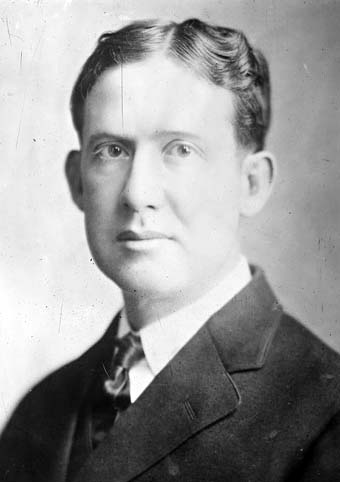
William P. Hobby

William Pettus Hobby (* 26. März 1878 in Moscow, Polk County, Texas; † 7. Juni 1964 in Houston, Texas) war ein US-amerikanischer Politiker und von 1917 bis 1921 Gouverneur des Bundesstaates Texas.

## Frühe Jahre und politischer Aufstieg
Nachdem er im Jahr 1893 mit seinen Eltern nach Houston gezogen war, besuchte William Hobby die Houston High School. Im Jahr 1895 begann er eine lebenslange Karriere im Zeitungsgeschäft. Zunächst war er Austräger der Zeitung Houston Post. Seit 1901 verfasste er eigene Artikel in dieser Zeitung. Um diese Zeit begann er sich auch politisch zu engagieren. Hobby wurde Mitglied der Demokratischen Partei. In Houston gründete er eine Nachwuchsorganisation der Demokraten, im Jahr 1904 war er in Texas im Vorstand der Partei. Im Jahr 1907 erwarb er die Zeitung Beaumont Enterprise.

## Gouverneur von Texas
In den Jahren 1914 und 1916 wurde er jeweils als Kandidat seiner Partei zum Vizegouverneur von Texas gewählt. Nachdem Gouverneur James E. Ferguson kurz vor seiner sicheren Amtsenthebung zurückgetreten war, musste Hobby als dessen Stellvertreter die angebrochene Amtszeit beenden. Nach einer Wiederwahl im Jahr 1918 gegen den späteren Bundesrichter Charles Albert Boynton konnte William Hobby zwischen dem 25. August 1917 und dem 18. Januar 1921 als Gouverneur seines Staates regieren. Zu Beginn seiner Amtszeit war der Erste Weltkrieg noch in vollem Gange. Der Gouverneur unterstützte die Kriegsanstrengungen der Bundesregierung und überwachte die kriegsbedingten Abläufe wie die Rekrutierung von Soldaten oder die Einhaltung der Rationierung von Lebensmitteln und Treibstoffen. Nach dem Ende des Krieges im November 1918 mussten die heimkehrenden Soldaten wieder in die Gesellschaft eingegliedert und die Invaliden und die Hinterbliebenen der Toten versorgt werden. Außerdem wurde die Produktion wieder auf den zivilen Bedarf umgestellt.
Unabhängig davon wurde den Farmern nach einer Dürre geholfen. Im Jahr 1917 entstand die Autobahnverwaltung (Highway Commission). Auch der Bildungssektor wurde unter Gouverneur Hobby gefördert. Damals wurden kostenlose Schulbücher in Texas eingeführt. Die Verwaltung wurde um einen Kontrollausschuss erweitert, der vor allem das Haushaltswesen überwachte.

## Weiterer Lebenslauf
Nach dem Ende seiner Gouverneurszeit widmete sich Hobby wieder dem Zeitungsgeschäft. Im Laufe der Jahre erwarb er mehrere Blätter und stieg später auch in das Radio- und Fernsehgeschäft ein. Er wurde unter anderem Präsident der Houston Post Company. Seit 1955 war er deren Vorstandsvorsitzender. William Hobby war zweimal verheiratet. Seine zweite Frau Oveta Culp Hobby machte eine eigene politische Karriere, die ihren Höhepunkt als erste Ministerin für Gesundheit, Bildung und Wohlfahrt fand. Dieses Amt übte sie von 1953 bis 1955 im Kabinett des republikanischen Präsidenten Dwight D. Eisenhower aus. Der 1932 geborene Sohn William war zwischen 1973 und 1991 Vizegouverneur von Texas. William Hobby senior starb im Jahr 1964 in Houston und wurde dort auch beigesetzt.

## Ehrungen
- Der älteste Verkehrsflughafen von Houston wurde nach ihm William P. Hobby Airport benannt.